# وودلند، کانتی دورام
وودلند (به انگلیسی: Woodland) یک روستا و محله مدنی در بریتانیا است که در کانتی دورام واقع شده‌است. وودلند ۲۳۴ نفر جمعیت دارد.